# B-hyeong namja chingu
B-hyeong namja chingu (B형 남자친구?), noto anche con il titolo internazionale My Boyfriend Is Type B, è un film del 2005 scritto e diretto da Choi Suk-won.

## Trama
Ha-mi è una studentessa universitaria che, dopo aver parlato con la cugina Chae-young, inizia ad avere numerosi dubbi sulla propria relazione. Il suo fidanzato, Young-bin, ha infatti gruppo sanguigno B, che secondo alcune teorie indica un carattere arrogante e incostante, mentre la giovane – avendo gruppo A – è invece l'esatto suo contrario.